# Малахов, Александр Анатольевич
Александр Анатольевич Малахов (18 марта 1970 — 14 июня 2015) — советский и российский хоккеист, нападающий. Тренер.

## Биография
Воспитанник новокузнецкого «Металлурга», провёл за команду девять сезонов (1987/88, 1991/92 — 1998/99). Также выступал за «Машиностроитель» Новосибирск (1988/89), «Рубин» Тюмень (1990/91, 1999/2000 — 2000/01), «Шахтёр» Прокопьевск (1992/93), «Вымпел» Междуреченск (2001/02).
Работал тренером в СДЮСШОР «Металлург» с командами 1993 г.р. и 2001 г.р. (2007—2010, 2011—2015). Тренер в команде МХЛ «Кузнецкие медведи» (2010/11).
Скончался в июне 2015 года в возрасте 45 лет.